# 梅茨峰
46°32′02″N 9°31′54″E / 46.53387°N 9.53177°E

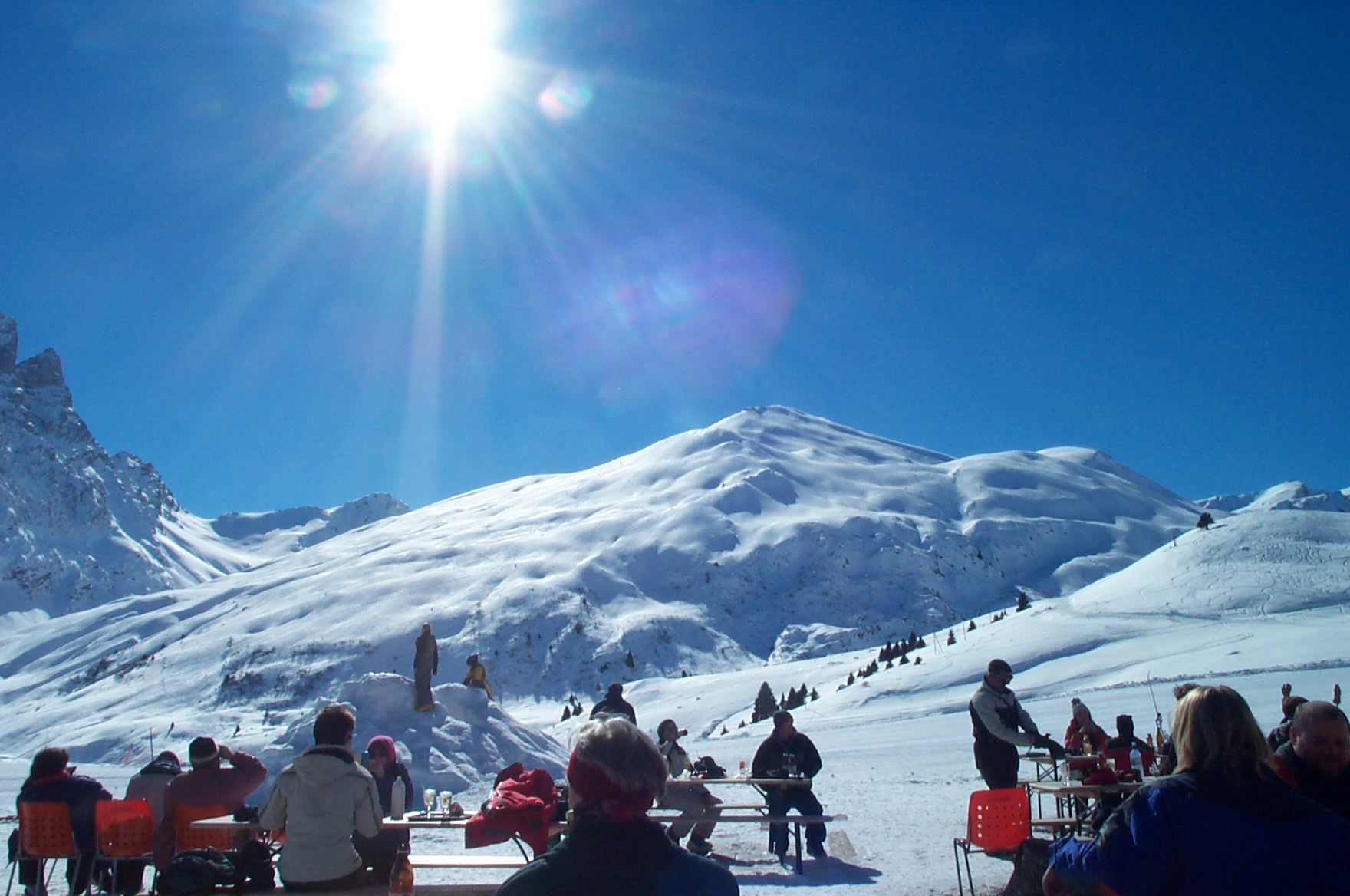

梅茨峰（Piz Mez），是瑞士的山峰，位於該國東南部，由格勞賓登州負責管轄，屬於上哈爾布施泰因阿爾卑斯山脈的一部分，距離穆特山1.8公里，海拔高度2,718米，每年平均降雨量1,693毫米。